# Helena Viñes
Helena Viñes Fiesta (Siglo XX) es una economista española, consejera de la Comisión Nacional del Mercado de Valores.

## Biografía
Licenciada en Economía por la Universidad de Barcelona, donde realizó también un programa de posgrado en el Centro de Estudios Internacionales. Cursó un máster de especialización en la London School of Economics and Political Science.

### Trayectoria laboral
Cuenta con una amplia experiencia como analista y experta en el ámbito del desarrollo y las finanzas sostenibles. Estuvo trabajando en Oxfam, en Gran Bretaña, donde dirigía el trabajo de la ONG sobre la inversión responsable y el compromiso con los inversores institucionales en apoyo de la reducción de la pobreza. Posteriormente, fue responsable del equipo de análisis de sostenibilidad de BNP Paribas Asset Management. Dirigió uno de los grupos de trabajo de la Plataforma de la Unión Europea sobre Finanzas Sostenibles. Fue miembro del Grupo de Expertos Técnicos de la Comisión Europea sobre finanzas sostenibles. Asesora senior del banco BNP en políticas públicas sobre finanzas sostenibles, responsable de las actividades de Stewardship y subdirectora de Sostenibilidad del fondo de inversión. En 2021, fue designada consejera de la Comisión Nacional del Mercado de Valores.
Es miembro del consejo de dirección de la red europea de inversores institucionales sobre el cambio climático y de diversos consejos y comités asesores, entre los cuales destacan el comité sobre finanzas sostenibles y cambio climático de la agencia supervisora francesa, la presidencia de Foment y del Transition Pathway Initiative en el Reino Unido.
Ha escrito varios capítulos de libros.

## Obras
- La Responsabilidad Empresarial (CTESC Barcelona, 2005).[2]